# Нікольськ (Мухоршибірський район)
Нікольськ (рос. Никольск) — село Мухоршибірського району, Бурятії Росії. Входить до складу Сільського поселення Нікольського.
Населення —  1298 осіб (2015 рік). 